# Meiswinkel (Siegen)

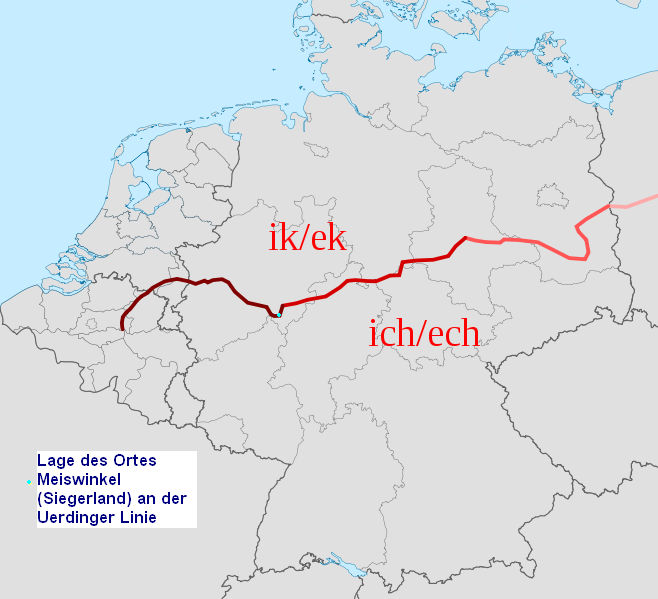
Lage des Ortes Meiswinkel an der Uerdinger Linie

Meiswinkel ['maɪ̯s.vɪŋ.kl̩] ist ein Stadtteil der Großstadt Siegen.

## Geographie

### Lage
Meiswinkel ist ein landwirtschaftlich geprägter Stadtteil im Norden Siegens. Der Ort liegt im Talende des Birlenbachs, der im Ort entspringt und hier auch Meiswinkelbach genannt wird. Er fließt südöstlich in Richtung Langenholdinghausen. Südwestlich liegt ebenfalls ein kleines Tal, das allerdings kaum bebaut ist. Der Ort selbst liegt auf einer Höhe zwischen 330 und 390 m. Die höchste Erhebung in der Gemarkung ist ein namenloser Bergrücken im Westen mit 427,5 m Höhe. Weitere Berge sind der Ziegenberg im Süden mit 372,3 m oder der Kühlenhain im Osten mit 391,4 m Höhe.

### Nachbarorte
Meiswinkel grenzt unter anderem an die Stadtteile Langenholdinghausen im Südosten und Buchen im Osten. Im Südwesten grenzt der Freudenberger Stadtteil Oberholzklau an. Im äußersten Westen grenzt Meiswinkel an Hünsborn und damit an den Kreis Olpe.

### Sprachgrenze
Meiswinkel liegt an der Benrather und Uerdinger Linie, die hier gemeinsam die Sprachgrenze zum niederdeutsch sprechenden Sauerland bilden und das moselfränkische Siegerland davon trennen.

## Geschichte
Meiswinkel wurde im Jahr 1423 erstmals urkundlich erwähnt.
1925 bestand die Gemeinde Meiswinkel als Landwirtschafts- und Arbeiterwohngemeinde aus 195 Einwohnern, die allesamt evangelisch waren. Es war bereits eine Posthilfsstelle eingerichtet.
In Meiswinkel befindet sich ein am 13. Juni 1937 eingeweihtes Kriegerehrenmal.
Meiswinkel gehörte dem Amt Freudenberg an und wurde am 1. Januar 1969 in die 1966 neu gegründete Stadt Hüttental eingemeindet, die am 1. Januar 1975 in die Stadt Siegen eingegliedert wurde.

### Einwohnerzahlen
Einwohnerzahlen des Ortes:
| Jahr | Einwohner |
| ---- | --------- |
| 1818 | 121       |
| 1885 | 153       |
| 1895 | 175       |
| 1905 | 176       |
| 1910 | 172       |
| 1925 | 195       |

| Jahr | Einwohner |
| ---- | --------- |
| 1933 | 201       |
| 1939 | 257       |
| 1950 | 310       |
| 1961 | 333       |
| 1967 | 334       |
| 1994 | 664       |

| Jahr | Einwohner |
| ---- | --------- |
| 2004 | 664       |
| 2006 | 677       |
| 2008 | 657       |
| 2009 | 649       |
| 2010 | 650       |
| 2011 | 638       |

| Jahr | Einwohner |
| ---- | --------- |
| 2012 | 631       |
| 2013 | 634       |
| 2014 | 640       |
| 2015 | 641       |
| 2016 | 621       |

## Politik

### Ehemalige Ortsvorsteher
- ab 1975 bis ?: Artur Paul († 29. Oktober 1990)[14]

## Infrastruktur
Meiswinkel verfügt über einen Sportplatz und einen Schießstand nördlich des Ortes. Mitten im Ort bestehen ein Kindergarten und die örtliche Freiwillige Feuerwehr. Hinter dem Gebäude der Freiwilligen Feuerwehr gibt es einen Kinderspielplatz. Südlich des Ortes liegt der Friedhof.
Meiswinkel liegt an der Kreisstraße 8. Die nächste Auffahrt zur Bundesautobahn 45 ist Freudenberg. Der nächste Bahnhof befindet sich in Geisweid.